# さんぶの森公園
さんぶの森公園（さんぶのもりこうえん）は、千葉県山武市埴谷にある自然・運動公園。

## 概要
本公園は、アスレチック・キャンプ場・展望タワー・文化ホールなどを備えた約12ヘクタールの敷地面積をもつ総合公園である。

「自然とのふれあい」がテーマ。園内にあるふれあい広場の周りには桜が植えられており、また、四季折々の花が楽しめる花の谷もある。

いこいの広場からやすらぎの池まで小川が流れていて、夏になると水遊びの子どもたちで賑わい、周辺には市の出張所などの公共施設も多い。

## 施設

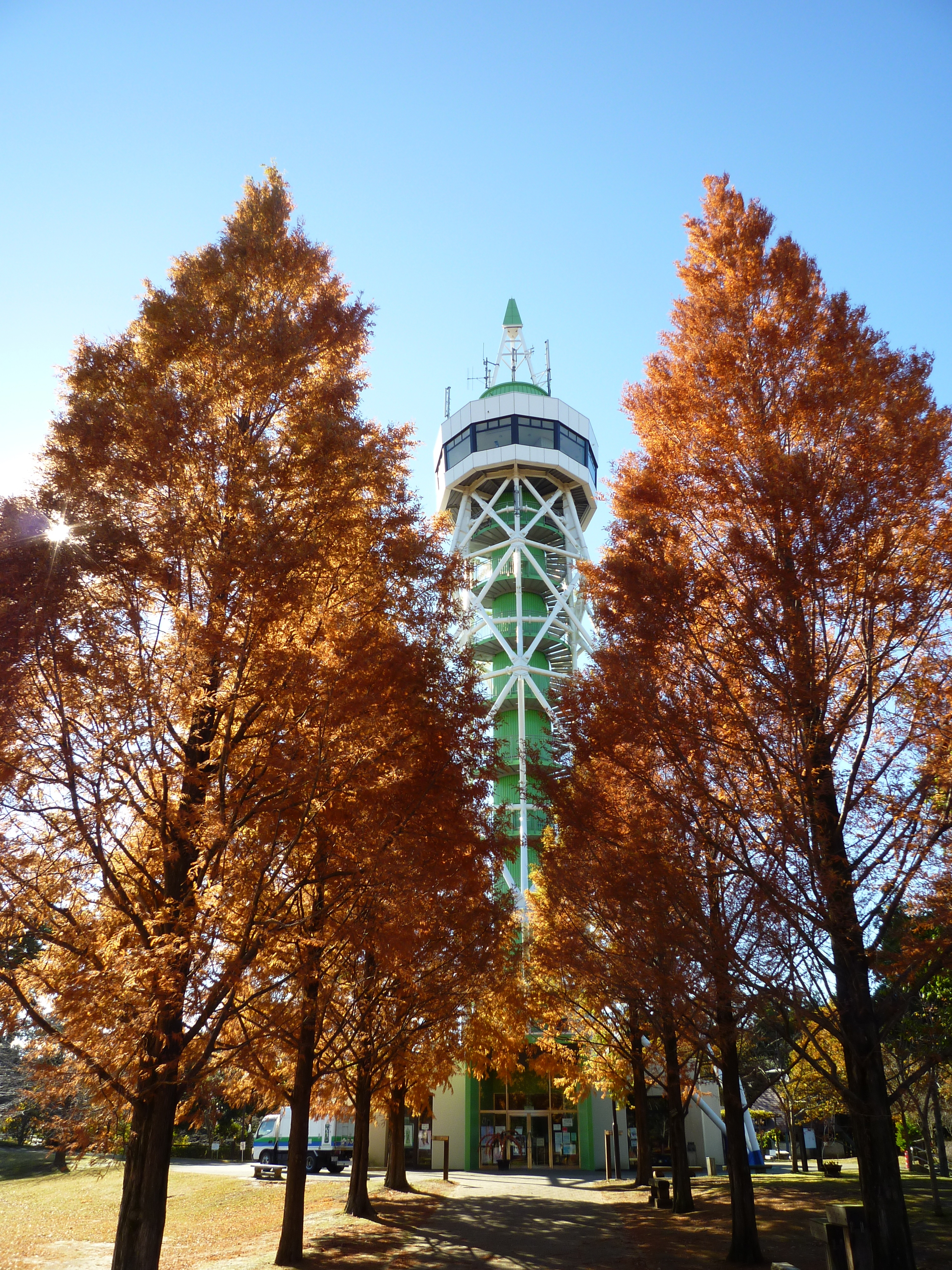
グリーンタワー

- グリーンタワー - 山武杉をイメージした高さ60mのシンボルタワー。晴れた日には富士山や筑波山また東京都墨田区にあるスカイツリーが望める。（グリーンタワーは、近年非常用の外部螺旋階段の補修が必要になった為改修を検討したが、特殊な足場を組める工事業者が見つからず2021年3月末をもって閉鎖することとなった。今後は、行政無線や携帯電話の基地局として機能させる予定である。）
- ふれあい広場 - 芝生の大広場
- いこいの広場 - アスレチック、バーベキュー広場、ローラースライダー
- どんぐりの杜 - キャンプデッキ
- 花の谷 - 花壇
- やすらぎの池
- 木もれ陽の道、わらびの道 - 散策路

## 交通
- JR東日本総武本線日向駅から2.5km
- 千葉東金道路　山武成東ICから車で約10分
- 山武市基幹バス（蓮沼海浜公園-松尾駅-成東駅-山武成東インター入口-日向駅-さんぶの森公園-あららぎ館-さんぶの森元気館）
  - 日向駅から約10分
  - 山武成東インター入口から20分
  - 成東駅から43分
  - 松尾駅から67分
- ちばフラワーバスさんむ成田線（さんむウイングライナー）（求名駅・山武市役所-山武成東インター入口-日向台-成東駅-さんぶの森公園-空港第2旅客ターミナル（成田国際空港）-京成成田駅・イオンモール成田）
  - 日向台から5分
  - 山武成東インター入口から7分
  - 成東駅から15分
  - 山武市役所から20分
  - 求名駅から27分
  - 空港第2旅客ターミナルから39分
  - 京成成田駅から59分
  - イオンモール成田から64分

## 公園データ
- 休園日：無休（公園内）
- 開園時間:24時間（公園内）
- 入園料:無料

グリーンタワー、キャンプ場、バーベキュー広場についてはそれぞれ休業日・利用料金・利用時間等が異なるので、詳しくは公式ホームページを参照されたい。

## その他
- 安らぎの池の上空には県道116号線の橋（さんぶの森大橋）が架かっており、橋から池や花の谷が望める。（橋から園内には入れないので注意）
- いこいの広場内に設置されていたローラースライダーは2011年ごろに老朽化のため一度撤去された[1]。2014年に新設し復活した[2]。
- 駐車場の一角に山武町の閉町記念碑がある。
- （完成までの経緯）：竹下内閣時代のふるさと創生事業（1988〜1989年）の活用法を旧山武町内で意見を募り検討した結果、大規模な公園と生涯教育の場となるふれあいセンター（図書館とホール）、展望タワー・キャンプ場等複合施設を有する「スポーツ文化拠点整備プロジェクト」の構想が持ち上がり1991年より整備計画の検討を開始した。総工費は約43億円であり、この内訳は国から支給されるふるさと基金の積立金（とその利息）・地方交付金約の11億円、国のふるさとづくり事業の地方債の制度の活用（元利償還金の約半分が交付税として国から町へ支給される）で国の実質支払い分となる約17億円、これにより町の実質支払い額は約15億円となった。

## 周辺の施設
- さんぶの森元気館
- さんぶの森図書館
- さんぶの森中央体育館
- さんぶの森交流センターあららぎ館（山武出張所併設）
- さんぶの森ふれあい公園
- ランドロームフードマーケット
- 千葉県森林研究センター